# Route nationale 204b
La route nationale 204B, ou RN 204B, était une route nationale française reliant Breil-sur-Roya à la frontière italienne près de Fanghetto.
Elle était la section méridionale de la partie française de la route reliant Coni (Cuneo,  Italie) à Vintimille (Ventimiglia,  Italie) ( SS 20 (it)).
À la suite de la réforme de la numérotation des routes nationales, la RN 204B est devenue la partie sud de la RN 204 (déclassée en RD 6204 en 2006).

## De La Giandola à Fanghetto  (D 6204)
Les communes traversées sont :
- La Giandola ;
- Breil-sur-Roya ;
- Pienne Basse ;
- Italie Fanghetto SS20 (it).